# James Martin Bell
James Martin Bell (* 16. Oktober 1796 im Huntingdon County, Pennsylvania; † 4. April 1849 in Cambridge, Ohio) war ein US-amerikanischer Politiker. Zwischen 1833 und 1835 vertrat er den Bundesstaat Ohio im US-Repräsentantenhaus.

## Werdegang
James Bell besuchte die öffentlichen Schulen seiner Heimat. Nach einem anschließenden Jurastudium in Steubenville und seiner 1817 erfolgten Zulassung als Rechtsanwalt begann er in Cambridge in diesem Beruf zu arbeiten. Er wurde auch Mitglied der Staatsmiliz, in der er es im Lauf der Zeit bis zum Generalmajor brachte. Zwischen 1818 und 1832 war er Staatsanwalt im Guernsey County. In den 1820er Jahren schloss er sich der Bewegung gegen den späteren US-Präsidenten Andrew Jackson an und wurde Mitglied der kurzlebigen National Republican Party. Von 1826 bis 1831 saß er als Abgeordneter im Repräsentantenhaus von Ohio, dessen Speaker er in den Jahren 1830 und 1831 als Nachfolger von Thomas L. Hamer war. Im Jahr 1830 bekleidete er auch das Amt des Friedensrichters in seiner Heimat.
Bei den Kongresswahlen des Jahres 1832 wurde Bell im elften Wahlbezirk von Ohio in das US-Repräsentantenhaus in Washington, D.C. gewählt, wo er am 4. März 1833 die Nachfolge von Humphrey H. Leavitt antrat. Da er im Jahr 1834 nicht bestätigt wurde, konnte er bis zum 3. März 1835 nur eine Legislaturperiode im Kongress absolvieren. Seit dem Amtsantritt von Präsident Jackson im Jahr 1829 wurde innerhalb und außerhalb des Kongresses heftig über dessen Politik diskutiert. Dabei ging es um die umstrittene Durchsetzung des Indian Removal Act, den Konflikt mit dem Staat South Carolina, der in der Nullifikationskrise gipfelte, und die Bankenpolitik des Präsidenten.
Nach dem Ende seiner Zeit im US-Repräsentantenhaus praktizierte James Bell wieder als Anwalt. Von 1838 bis 1840 war er Bürgermeister seiner Heimatstadt Cambridge. Dort ist er am 4. April 1849 auch gestorben.